# Lorene Scafaria
Lorene Scafaria est une scénariste, dramaturge, actrice, réalisatrice et chanteuse américaine née le 1er mai 1978 à Holmdel, au New Jersey. Elle est principalement connue pour son travail sur les films Une nuit à New York, Jusqu'à ce que la fin du monde nous sépare et Queens.

## Biographie
Lorena Scafaria est la fille d'un immigré italien de Gioia Tauro, en Calabre (Italie). Très tôt passionnée par l'écriture dramatique, elle écrit et produit à Red Bank sa première pièce alors qu'elle n'a que 17 ans.
En 1995, elle entre au Lafayette College (Pennsylvanie) pour une année, puis s'inscrit à l'université d'État de Montclair (New Jersey), où elle obtient un baccalauréat universitaire ès lettres avec une mineure en théâtre.
Après ses études, elle s'installe à New York. Elle écrit la pièce That Guy and Others Like Him où elle tient également un rôle, puis joue dans d'autres productions théâtrales et cinématographiques. Un de ses agents la convainc de déménager à Los Angeles et vend un scénario à Revolution Studios avant d'être embauchée en 2005 par Focus Features pour participer à l'écriture du scénario de Une nuit à New York (Nick and Norah's Infinite Playlist), film réalisé par Peter Sollett en 2008.
Après plusieurs scénarios, elle passe à la réalisation en 2010 pour l'épisode Show Me on Montana (saison 2, épisode 15) de la série télévisée Childrens Hospital. Elle réalise deux ans plus tard son premier film, Jusqu'à ce que la fin du monde nous sépare (Seeking a Friend for the End of the World), avec Steve Carell, Keira Knightley et Adam Brody.
En 2015, elle réalise Ma mère et moi (The Meddler), avec Susan Sarandon, Rose Byrne et J. K. Simmons, un film qui reçoit d'excellentes critiques.
En 2019, elle connaît son plus gros succès critique et public avec Queens (Hustlers), où Constance Wu, Julia Stiles et Jennifer Lopez incarnent des strip-teaseuses ayant pour clients de gros bonnets de Wall Street. Pour l'incarnation du personnage de Ramona Vega, Jennifer Lopez est nommée pour un Golden Globe de la meilleure actrice dans un second rôle.

## Filmographie

### Réalisatrice
- 2012 : Jusqu'à ce que la fin du monde nous sépare
- 2015 : Ma mère et moi
- 2019 : Queens
- 2025 : Untitled Rachel Sennott project

### Scénariste
- 2008 : Une nuit à New York
- 2009 : 1045 Mercy Street
- 2010 : Childrens Hospital (1 épisode)
- 2012 : Jusqu'à ce que la fin du monde nous sépare
- 2015 : Ma mère et moi
- 2019 : Queens

### Actrice
- 1999 : Big Helium Dog : Chastity ;
- 2001 : A Million Miles : Jodi ;
- 2001 : Mayhem Hotel : Abby ;
- 2001 : Bullet in the Brain : L'étudiante ;
- 2004 : Unbound : Une fille ;
- 2007 : The Nines : L'invité du jeu ;
- 2008 : Une nuit à New York : La fille soule ;
- 2013 : Cohérence : Lee.